# David Schneider
David Schneider (nascido em 22 de maio de 1963) é um ator, comediante e diretor britânico. Schneider é casado com Emma Perry, uma ex-modelo.[carece de fontes?]